# 強尼·波德瑞斯
強尼·波德瑞斯（英語：Johnny Podres、1932年9月30日—2008年1月13日），前美國職棒大聯盟的選手，守備位置為投手，職業生涯效力於布魯克林道奇、洛杉磯道奇、底特律老虎、聖地牙哥教士。

## 生平

### 职业生涯
1953年，生涯首次在世界大賽先發登板，但吞下一場敗投。
1955年的世界大賽，在強尼·波德瑞斯的優異投球表現帶領下，贏得世界大賽中的兩場，包括決定性的第七場，因此擊敗紐約洋基，獲得該年的世界大賽冠軍，並獲得世界大賽最有價值球員獎。
1962年，創下的連續8次三振的紀錄，此也締造美國職棒大聯盟道奇隊的連續三振紀錄。（已在2012年被哈朗以連續9次三振突破）
15年的職業生涯中，繳出了148勝116敗、1435次三振，以及防禦率3.68的紀錄，並且在440場比賽中有24場的完封。

## 外部連結
- 在Find a Grave上的強尼·波德瑞斯
- 球員資訊和成績在MLB ，ESPN ，Retrosheet ，Baseball Reference ，Baseball Reference (Minors) ，Fangraphs ，The Baseball Cube ，Baseball Almanac （英文）
- BaseballLibrary - profile, career highlights and *SABR bibliography